# Antoine Ganyé
Antoine Ganyé, né le 28 juin 1938 à Sedjé (Bénin), est un prélat catholique béninois, évêque de Dassa-Zoumé de 1995 à 2010, archevêque de Cotonou entre 2010 et 2016, et archevêque émérite de Cotonou depuis juin 2016.

## Biographie

### Évêque de Dassa-Zoumé
Il est ordonné prêtre le 4 janvier 1969 par Bernardin Gantin. Le 10 juin 1995, le pape Jean-Paul II le nomme évêque de Dassa-Zoumé. Il est alors consacré le 20 août suivant par le cardinal Bernardin Gantin, assisté d'Isidore de Souza et Lucien Monsi-Agboka, à la grotte Notre-Dame d'Arigbo.
Au cours de son épiscopat, il devient vice-président de la Conférence des évêques du Bénin et participe au synode pour l'Afrique en octobre 2009. Il axe lors son intervention sur la réconciliation en Afrique et déclare : « l'Église d'Afrique doit donc continuer d'annoncer la joyeuse nouvelle de la réconciliation et toujours proposer de la réaliser à travers les sacrements, notamment celui de la pénitence. Cette réconciliation par le sacrement de la Réconciliation est indispensable : elle est première et c'est d'elle que pour le chrétien, découle tout autre geste ou acte de réconciliation ».

### Archevêque de Cotonou
En juillet 2010, il est nommé administrateur apostolique de l'archidiocèse de Cotonou, puis, le 21 août, le pape Benoît XVI l'en nomme archevêque. Il est installé le 31 octobre suivant.
Le 20 août 2015, à l'occasion de ses 20 ans d'épiscopat, il rend grâce à Dieu en l’église Saint-Michel de Cotonou en présence de Brian Udaïgwe, François Gnonhossou, Barthélemy Adoukonou, de plus de trois cents prêtres ainsi que du président Boni Yayi et du cardinal Robert Sarah qui le présente comme : « un exemple et un modèle de sainteté, un serviteur de Dieu et des hommes, un père et pasteur d’âme ».
Le 25 juin 2016, sa démission pour limite d'âge est acceptée par le pape François qui nomme Roger Houngbédji pour lui succéder.

## Distinction
- Grand-croix de l'ordre national du Bénin (août 2014 par la grande chancelière Koubourath Océni[4])